# John Fulton Ervin
John Fulton Ervin (* 16. Februar 1807 im Williamsburg County, South Carolina; † 20. Oktober 1856 in South Carolina) war ein US-amerikanischer Politiker. Zwischen 1844 und 1846 war er Vizegouverneur des Bundesstaates South Carolina.
Über die Jugend und Schulausbildung von John Ervin ist nichts überliefert. Später zog er nach Darlington. Dort war er als Pflanzer tätig. Außerdem betrieb er eine Gerberei. Politisch schloss er sich der Demokratischen Partei an. Zwischen 1836 und 1840 saß er als Abgeordneter im Repräsentantenhaus von South Carolina.
1844 wurde Ervin von der South Carolina General Assembly an der Seite von William Aiken zum Vizegouverneur seines Staates gewählt. Dieses Amt bekleidete er zwischen dem 7. Dezember 1844 und dem 8. Dezember 1846. Dabei war er Stellvertreter des Gouverneurs. In den Jahren 1852 bis 1854 war er erneut Mitglied des Staatsparlaments. John Ervin starb am 20. Oktober 1856 und wurde in Darlington beigesetzt.